# Cerococcus parrotti
Cerococcus parrotti är en insektsart som först beskrevs av Hunter 1899.  Cerococcus parrotti ingår i släktet Cerococcus och familjen Cerococcidae. Inga underarter finns listade i Catalogue of Life.